# Лайдинен, Наталья Валерьевна
Наталья Валерьевна Лайдинен (род. 1976) — российский поэт.

## Биография
Родилась в Петрозаводске, Республика Карелия. Закончила петрозаводскую гимназию № 17 имени П.О. Коргана.
Выпускница МГИМО, факультет международной информации. Автор статей в российской и зарубежной прессе на социальные и культурные темы.
Публиковала стихи в альманахах и сборниках в России и за рубежом. Стихи переведены на несколько иностранных языков.
Стихотворения Натальи Лайдинен вошли Антологию карельской поэзии "Дерево песен", изданной в Карелии в 2009 году.
Редактировала мемориальный поэтический сборник «Шрамы на сердце», который объединил лирические стихотворения фронтовиков и молодого поколения авторов.

## Творчество

### Поэзия
- «Небесные песни» — первая авторская книга стихов, в которую вошли произведения Натальи Лайдинен разных периодов литературного творчества, объединённые в 10 поэтических циклов: «Предчувствия», «Отражения», «Венецианские бусы», «Уроки жизни», «Паладин», «Кольца времени», «Затмение», «Линия жизни», «Страсть души», «Синяя тетрадь».

«Этот поэтический сборник — результат 15 лет творческих поисков, обретения и осознания себя в окружающем времени и пространстве. Он, как зеркало, отражает путь души молодой российской женщины: процессы взросления, обретения опыта любви и боли, постижения себя в настоящем, прошлом и будущем» (из предисловия). Книга иллюстрирована работами Заслуженного художника России Юрия Иванова.
Из отзыва поэтессы Риммы Казаковой на сборник: «Небесные песни» — своеобразный дневник души, где стихи размещены не только по вехам лет, но по человеческим и творческим пристрастиям автора. В них отражена биография поэтессы, многое из того, что она видела и прочла, узнала и осмыслила, что она любит, что отвергает, о чём мечтает, в чём сомневается.
Постепенно от библейских сюжетов, исторических имён и географических подробностей, представляющих круг интеллектуальных интересов поэтессы, в стихах Натальи Лайдинен всё смещается к тому, что и есть предмет исследования поэтической души, поэтического слова: человеческое в человеке, творчество, любовь.
…Здесь и появляются находки, прозрения, которые могут указать поэтессе, куда ей идти и где искать. «Теперь я знаю — корни все из детства…», «Мне приятно всегда несведущей оставаться в искусстве любви», «Откуда сразу столько мук, ведь вовсе не было — утраты?..», «Я не люблю владеть…», «Печать страданья и порока повсюду отыскать легко. Но всё великое до срока в природе скрыто глубоко».
…Есть у автора почти шокирующие, дерзкие стихи, где она позволяет себе конфронтацию с одним из лучших стихотворений Марины Цветаевой «Тоска по родине». «А у меня тоска по небу!» — восклицает молодая поэтесса, и эта её тоска по небу есть тоска по творчеству, которая, возможно, ещё неосознанно для Натальи Лайдинен — самое главное. Даже любимому она говорит: «Ты подарил, что бессмертно — мои стихи».
В 2005 году сборник был удостоен премии «Книга года», учрежденной Российской государственной библиотекой, периодическим изданием «Литературная газета» и Национальным биографическим институтом.
Свою оценку стихотворений и самого издания опубликовали российские СМИ, в частности, «Литературная газета», «Новые известия», «Комсомольская правда», «Собеседник», «Красная звезда», «Труд», журналы «Профиль», «Алеф» и другие.
- В 2009 году вышла Антология поэзии Карелии «Дерево песен», в которую включены стихи Натальи Лайдинен.
- В январе 2010 увидел свет второй сборник стихотворений Натальи Лайдинен «Солнечные стрелы». Как и предыдущий сборник, новая книга также проиллюстрирована Заслуженным художником России Юрием Ивановым.
- В августе 2010 года увидела свет «Книга, ради которой объединились поэты, объединить которых невозможно» — проект Фонда поддержки хосписов «Вера» и издательства «РИПОЛ-Классик». В сборнике опубликованы стихи Лайдинен.
- В 2010 году вышла книга «Шрамы на сердце», где в том числе представлена лирика Натальи Лайдинен о войне, мире и любви.
- В 2012 году в издательстве «РИПОЛ-классик» вышел третий сборник стихотворений Натальи Лайдинен «Яблоко».
- В 2014 году в издательстве «РИПОЛ-классик» вышел поэтический сборник «Излучение Любви»
- В 2016 году в издательстве «РИПОЛ-классик» вышел поэтический сборник «Приметы времени»
- В 2018 году в издательстве «РИПОЛ-классик» вышел поэтический сборник «Многоголосие»
- В 2018 году в издательстве Петрозаводской еврейской общины вышел поэтический сборник "Живые корни"
- В 2020 году в издательстве "Острова" (г. Петрозаводск) опубликован сборник стихотворений "Карельское солнце", посвященный "малой родине" автора, природе, истории и людям Карелии (с иллюстрациями народного художника РФ Мюда Мечева)
- В 2020 году в издательстве "РИПОЛ-классик" вышел поэтический сборник "Искра в сердце", посвященный теме обретения корней
- В 2022 году в издательстве "РИПОЛ-Классик" увидела свет книга "Дар тишины" - поэзия о выходе из кризиса, обращении к любви, свету и добру
- В 2024 году в издательстве "РИПОЛ-Классик" опубликована книга "Сопряженность" - стихи и жизни во времена перемен и коллизий

### Проза
- В 2005—2006 годах в издательстве "Олимп" опубликованы два женских психологических романа.
- 2006 год — эссе о Джиме Моррисоне «Поединок с демонами. Джим.» (опубликовано в литературном журнале Дети РА (Россия) в 2007 году, международном журнале Интерпоэзия (США) в 2009 году.
- Книги о Камчатке, Северном Байкале, * Лосином Острове), написанные под научной редакцией известного телеведущего Николая Дроздова.
- В 2008-2011 гг. в издательстве "РИПОЛ-Классик" вышла серия романов-травелогов.
- Сборник интервью "Звезды на северном небе". Петрозаводск, 2014.
- Сборник интервью "Свет исцеления". Петрозаводск, 2015.
- Сборник статей "Мосты культуры". Петрозаводск, 2019.
- Литературное исследование "Есть мужество поэта - не молчать..." о творчестве Рувима Морана. Петрозаводск, 2020 .

### Некоторые публикации в литературных журналах
- Поединок с демонами. Джим. / «Интерпоэзия», № 1 за 2009 г.
- НЕБЕСНЫЕ ПЕСНИ / Литературная газета № 14 (5967) 7-13 апреля 2004 г.
- ПРОВОДЫ/ Литературная газета
- И камни помнят поверья…/ журнал «Север», 11-12, 2009 г. (недоступная ссылка)
- Карельские напевы/ Международный альманах «Под небом единым» (Финляндия), 2009 г.
- Стихотворения/ Международный альманах «Заметки» (Германия), 2010 г.
- Поэзия/ Международный журнал «Чайка» (США), февраль 2010 г.
- Стихотворения/ Международная литературная газета «Зарубежные задворки» (Германия), апрель 2010 г.
- Надзвёздные встречи. Космограмма любви. Публикации в альманахе «45-я параллель»
- Качал колыбель мою северный ветер...[2]
- Партитура судьбы. Очерк о Ройне Раутио [3]
- Памяти Иона Дегена [4]
- Московские встречи с Меиром Шалевом [5]
- К Жизни![6]
- Земные родники надежды[7]
- Карельская зима[8]

## Премии и награды
- 2004 год. Медаль «За заслуги перед МГИМО».
- 2005 год. За сборник «Небесные песни» удостоена премии «Лучшие книги и издательства года», учрежденной Российской государственной библиотекой, Русским Биографическим Институтом и «Литературной газетой».[9]
- 2013 год. Литературная премия журнала «Север».
- 2016 год. Премия "Смиротворец" (за статью в журнале "Алеф")